# Gornje Rataje
Gornje Rataje (en serbio cirílico : Горње Ратаје) es un pueblo de Serbia, situado en el municipio de Aleksandrovac, en el distrito de Rasina. En el censo de 2011 contaba con 679 habitantes.

## Demografía
| 1948 | 1953 | 1961 | 1971 | 1981 | 1991 | 2002 | 2011 |
| ---- | ---- | ---- | ---- | ---- | ---- | ---- | ---- |
| 1101 | 1155 | 1113 | 1055 | 1004 | 964  | 769  | 679  |